# Sandnessjøen
Sandnessjøen város Norvégiában, Nordland megyében. A 7421 lakosú Alstahaug község közigazgatási központja. Sandnessjøen lakosainak száma 6056 fő (2024. év)

## Elhelyezkedése, közlekedés
Sandnessjøen az Északi sarkkörtől kb 50 km-re délre fekszik, Norvégia nyugati partvidékén, az Alsta sziget észak-nyugati részén. Az Alsta sziget és a tenger között, Alsta szigetétől nyugati irányba számos, többségében kisebb, lakatlan sziget található, ezen szigetek közül a legnagyobb a lakott Dønna sziget, ahová komppal lehet átjutni.

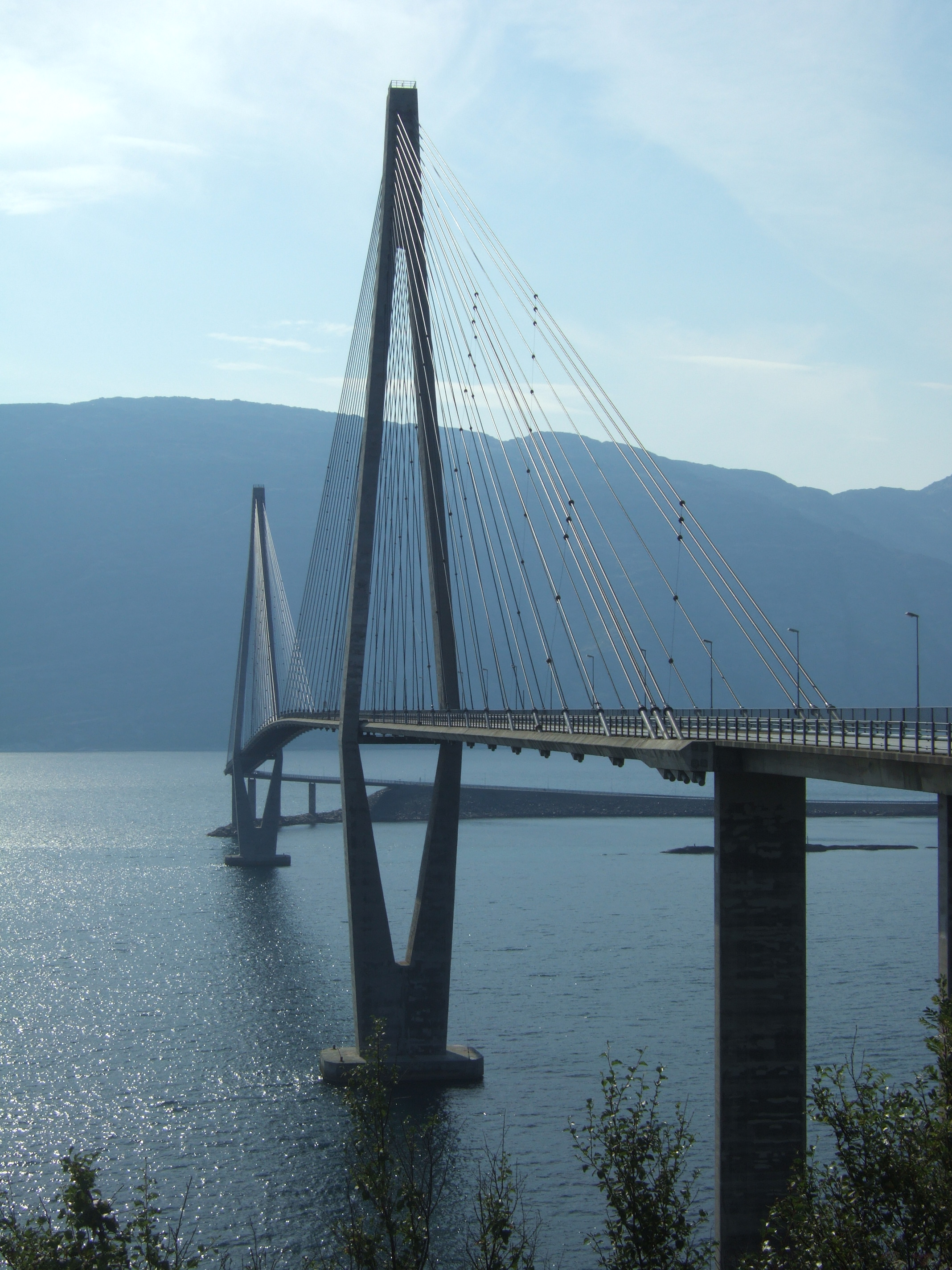
A Helgeland híd

Sandnessjøen felől Norvégia szárazföldi részére a Fv17-es számú főúton lehet eljutni. Az Alsta sziget északi részén híd vezet át. A Helgeland híd (Helgelandsbrua) a Leirfjord felett vezet át. Az 1065 méter hosszú hidat 1989-1991 között építették.
Sandnessjøen kikötővel rendelkezik, ahol a Hurtigruten part menti hajójáratok menetrend szerint naponta megállnak. Sandnessjøen Stokka repülőteréről menetrendszerinti belföldi járatok indulnak Trondheim, Bodø és Namsos repülőtereire. A város ér környékén vasúti közlekedés nincs, ezért autóbuszokkal biztosítják a régióban a közlekedést.

## Története
A környék már a vikingek korában lakott volt. Sandnessjøen 1669-ben lett kereskedelmi központ. A város fellendülésesben fontos szerepet játszott az, hogy 1893-ban a megindult Hurtigruten hajójárat egyik kikötője lett. Az 1890-es népszámláláskor még csak 390 lakosa volt. A település 1999-ben városi rangot kapott.

## Gazdasági szerepe
A város külső Helgeland régió közlekedési, kereskedelemi és szolgáltató központja. A mai napig legfontosabb ágazat a halászat, a mezőgazdaság és az idegenforgalom, valamint a tengeren történő gázkitermelés, az olaj- és gázipar. A város jelentősebb élelmiszeriparral (beleértve a halászati ipart és a tejipart) és egy üzleti parkkal is rendelkezik. A városban általános és középiskola is van. Sandnessjøen kórházzal (Helgelandssykehuset) rendelkezik.
A legjelentősebb üzleti egységet, az Alti Sandnessjøen bevásárlóközpontot (AMFI Skansen néven) 2016-ban adták át, a város kis sétálóutcájában található új épületegyüttesben 22 üzlet került kialakításra.
A város és a térség legnagyobb szállodája a 10 emeletes, 165 szobával rendelkező Scandic Syv Søstre. A hotel 2014-ben épült, majd felújítást és bővítést követően 2019-ben nyílt meg újra. A turisták részére nyújtott szolgáltatások mellett konferenciák megtartására is alkalmas.
Sandnessjøen városközpontjától kevesebb mint egy kilométerre található kiállítási és rendezvényhely egy újjáépített viking törzsfőnöki farmot mutat be. Az impozáns, 65 méter hosszú és 7-10 méter széles hosszú házat az eredeti épület helyén építették újjá.
A városban a Slipen Mekaniske AS egy modern hajógyárat üzemeltet. Az Aker Solutions cég sandnessjøeni 85 000 négyzetméteres gyárát 2012-ben nyitotta meg, tenger alatti fejlesztésekkel, valamint hagyományos olaj- és gázipari létesítményekkel foglalkoznak.